# Nobili (cràter)

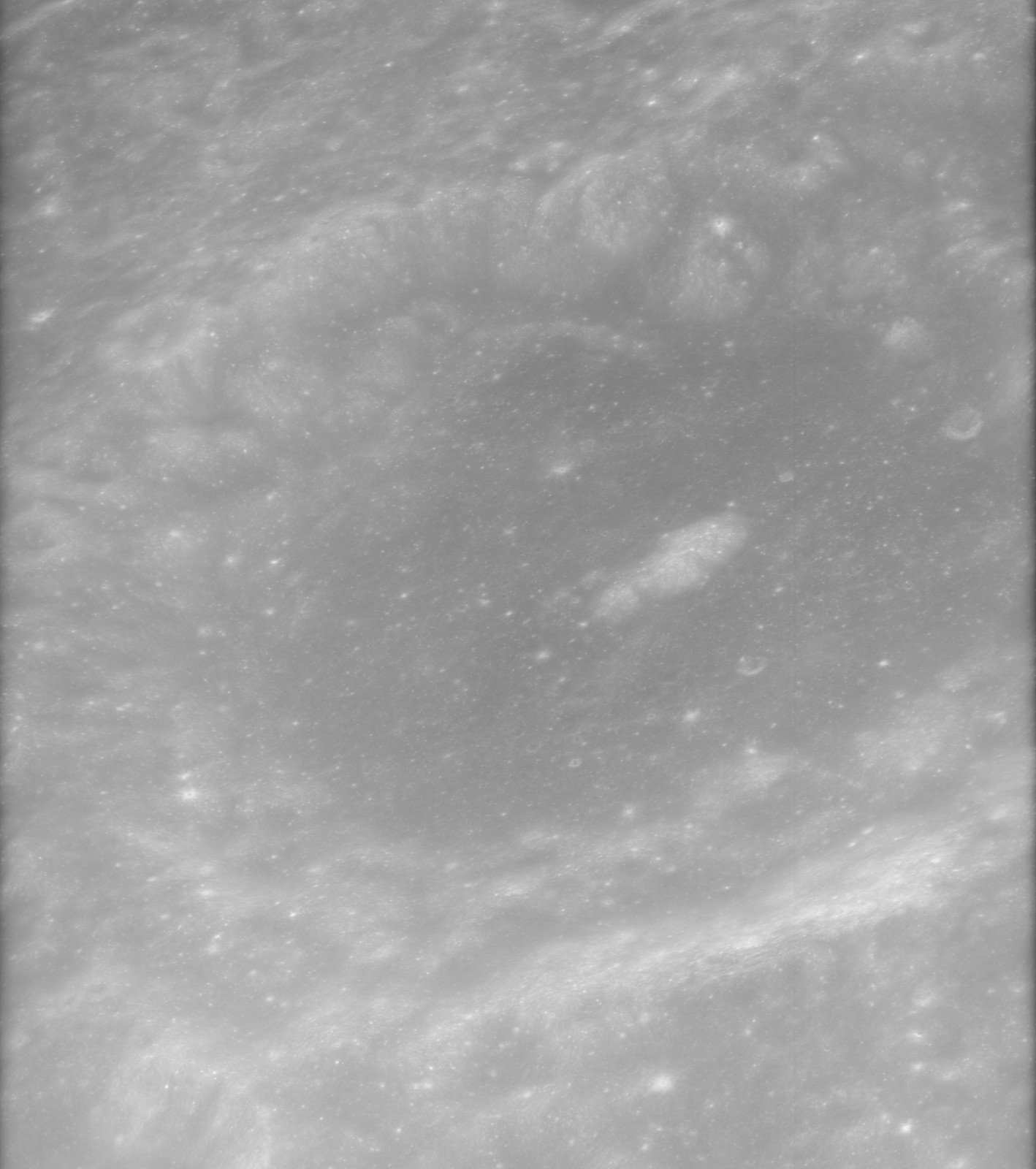
Fotografia de la missió Apol·lo 16

Nobili és un cràter d'impacte que es troba prop del terminador oriental de la Lluna, donant-li una aparença reduïda quan es veu des de la Terra. El cràter es troba sobre la vora occidental del cràter lleugerament més gran Schubert X, i la vora oriental d'aquest cràter satèl·lit està superposat al seu torn per Jenkins, donant com a resultat una formació de cràter triple. Al sud es troba Gilbert.

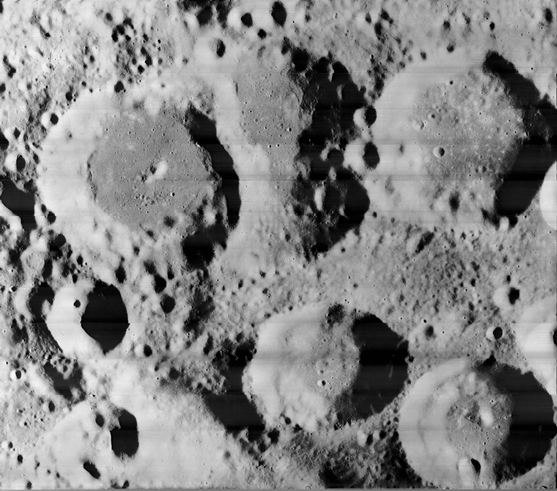
Els cràters Weierstrass (centre inferior), Van Vleck (a baix a la dreta), Nobili (a dalt a l'esquerra) i Jenkins (superior dreta) des de la Lunar Orbiter 1

Nobili és una formació de cràter circular amb una vora també circular, bastant desgastada. La paret de la vora és més petita en el costat oriental, on se superposa a Schubert' X'. Un petit cràter, Gilbert P, està unit al sud-oest, amb un petit trencament en el bord nord-est. El sòl interior manca de trets distintius, amb una petita formació de doble pic al centre.
Aquest cràter va ser designat prèviament Schubert Y, abans de ser designat amb el seu nom actual per la UAI.